# Hargreaves-Gletscher
Der Hargreaves-Gletscher ist ein Gletscher an der Ingrid-Christensen-Küste des ostantarktischen Prinzessin-Elisabeth-Lands. Er fließt 3 km westlich des Mount Caroline Mikkelsen mittig in das Kopfende der Sandefjord Ice Bay.
Der US-amerikanische Kartograf John Hobbie Roscoe (1919–2007) kartierte ihn anhand von Luftaufnahmen der Operation Highjump (1946–1947). Roscoe benannte den Gletscher nach Richard Bryan Hargeaves (1915–1995), der diese Luftaufnahmen erstellt hatte. Verwechslungsgefahr besteht mit dem ebenfalls nach Hargreaves benannten Hargreavesbreen im Königin-Maud-Land.